# Basel 1980
Basel 1980 ist ein Jazzalbum des Trompeters Woody Shaw. Der Mitschnitt entstand 1980 in Quintettbesetzung bei einem Konzert im Foyer des Stadttheaters Basel am 16. Januar 1980. Die Aufnahmen erschienen am 10. Mai 2019 auf dem Reissue-Label Elemental Music.

## Hintergrund
Die Aufnahmen, die zum Zeitpunkt des 75. Geburtstags des 1989 verstorbenen Trompeters erschienen, präsentieren Woody Shaw in Begleitung des Saxophonisten Carter Jefferson, des Pianisten Larry Willis, des Bassisten Stafford James und des Schlagzeugers Victor Lewis.  Die Ausgabe enthält zudem bislang unbekannte Fotografien sowie Essays des Produzenten Michael Cuscuna und Shaws Sohn Woody Shaw III. Ergänzt wurde die 2-CD-Edition um einen Titel („We’ll Be Together Again“) von einem Konzert Shaws am 20. Juni 1981 in Lustenau, dargeboten von einem Quartett aus Shaw, Mulgrew Miller, Stafford James und Tony Reedus.

## Titelliste

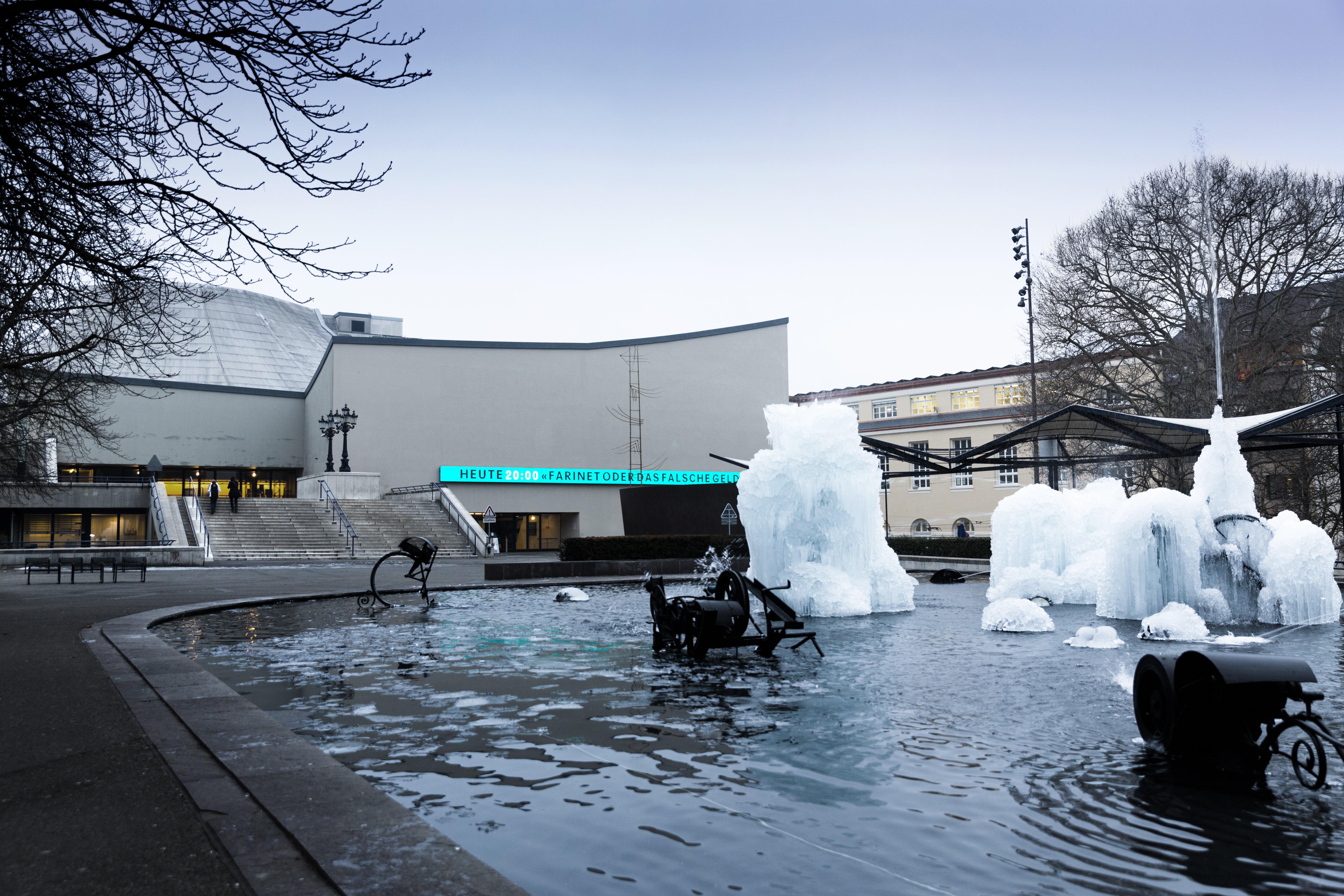
Theater Basel, im Vordergrund der Tinguely-Brunnen

### CD-Ausgabe
- Woody Shaw Quintet: Basel 1980  (Elemental Music – 5990432)[2]
- CD 1
  1. Invitation (Bronislaw Kaper, Paul Francis Webster) 18:45
  2. Seventh Avenue (Victor Lewis) 13:09
  3. In Your Own Sweet Way (Dave Brubeck) 20:37
  4. Stepping Stone (Joseph Bonner) 11:26
- CD 2
  1.  Love Dance (Woody Shaw) 20:24
  2. ’Round Midnight (Thelonious Monk) 12:49
  3. Teotihuacan (Stafford James) 14:00
  4. Theme for Maxine (Woody Shaw) 3:51
  5. We’ll Be Together Again (Carl T. Fischer, Frankie Laine) 10:44

### LP-Ausgabe
- Woody Shaw Quintet: Basel 1980 (Elemental Music – 5990532)[3]
  1. Love Dance 20:24
  2. ’Round Midnight 12:49
  3. Teotihuacan 14:00
  4.  Theme for Maxine 3:51

## Rezeption
Nach Ansicht von Nic Jones (Jazz Journal) entstehe mit diesem Album das Gefühl, dass Shaw so weit gereift sei, „dass er genau weiß, was ohne Pyrotechnik erreicht werden kann“. „In Your Own Sweet Way“ sei ein treffend betiteltes Beispiel dafür und unterstreiche auch, dass diese Formation eine Hardbop/Postbop-Einheit war, die von drei verschiedenen Hauptsolisten besetzt wurde. Der Saxophonist Carter Jefferson, wie er es in „Stepping Stone“ unter Beweis stelle, sei „eine ungerechtfertigterweise vernachlässigte Figur“, was sich in der Ära Joe Hendersons als Unglück erwiesen habe. Diese Doppel-CD passe wunderbar zu den beiden Alben, die mit einem Woody-Shaw-Quintett für Columbia im Village Vanguard in New York mitgeschnitten worden sind, und habe mit „We'll Together Again“ einen vorzüglichen Bonustrack. Obwohl nur Shaw, Carter Jefferson und Victor Lewis in allen vier Titeln präsent seien, „stören die personellen Veränderungen nicht die vollendete Kunstfertigkeit, die glücklicherweise durch die Verpflichtung zu aussagekräftigeren Qualitäten aufgelockert wird.“